# Volga
Volga (ruski: Во́лга) je sa svojih 3534 km najduža rijeka u Europi. U starom vijeku je bila poznata pod imenom Atil odnosno stari Grci su je poznavali pod imenom Rha. Čitav tok rijeke nalazi se na području Rusije.
Izvire u Valdajskom visočju pokraj sela Volgoverhovje Tverska oblast na 228 m nadmorske visine, a utječe u Kaspijsko more koje je na –28 m nadmorske visine. Ona, dakle, na cijeloj svojoj dužini ima ukupni pad od samo 256 m.
U Volgu utječe oko 200 rijeka, a čitavo porječje ima oko 151.000 rijeka, potoka i drugih vodotoka, dok njeno ukupno slivno područje obuhvaća površinu od 1,36 milijuna km². Kao vodeni put povezuje sjever i zapad Europe s Kaspijskim morem i Središnjom Azijom. Srednja godišnja količina vode iznosi 258 milijardi kubnih metara.

## Riječni tok
Čitav tok rijeke se obično dijeli na tri dijela:
- gornji tok – od izvora do ušća Oke
- srednjí tok – od ušća Oke do ušća Kame
- donjí tok – od ušća Kame do ušća u Kaspijsko more

### Gornji tok
Nakon što napusti Valdajsko visočje, Volga stiže do Rževa i od tu skreće na sjeveroistok. Od tog mjesta na dalje rijekom mogu ploviti manji teretni brodovi. Nizvodno je smješten grad Tver (ranije Kalinjin) osnovan 1135. na cesti koja povezuje Moskvu i Petrograd. Volga dalje teče kroz umjetno jezero Ivankovo prema Dubni gdje u Volgu utječe kanal Moskva – Volga. Rezervoar kod Dubne je napravljen da bi se iz njega snabdijevalo vodom Moskvu. Nedugo zatim rijeka stiže do Ugličkog umjetnog jezera koje je napravljeno gradnjom brane kod Ugliča. Nastavljajući prema sjeveru, ona protiče kroz još jedno jezero, ovaj put je to Rybinsko umjetno jezero koje je istovremeno i najstarije takvo jezero na Volgi. U njega utječu Mologa, Šeksna i Volgo-baltički plovni put.

### Srednji tok
Nakon brane leži Rybinsk (ranije Andropov), koji je najveća prekrcajna luka na gornjem dijelu Volge. Tu Volga skreće na jugoistok i dolazi do Jaroslavlja, jednog od najstarijih (11. stoljeće) gradova središnje Rusije. Najveći dio otpadnih voda industrije koja ovdje radi, odlazi u rijeku nepročišćeno. Oko 70 km nizvodno je Kostroma, grad koji je osnovan 1152. na ušću istoimene rijeke (lijeva pritoka Volge). Iza Kinešme je ponovo na Volgi izgrađena brana za umjetno jezero Nižnji Novgorod koje je dugačko 80 km. 
U Nižnjem Novgorodu u Volgu s desne strane utječe Oka. Nakon spajanja s Okom, Volga skreće na istok, a u Marij Elu napravljeno je još jedno, Čeboksarsko umjetno jezero. Kako bi se oslobodio prostor za ovo jezero, 1980-tih godina su s tog područja preseljene desetine tisuća pripadnika naroda Mari. 150 km dalje na istoku Volga stiže u Kazan, glavni grad Tatarstana, gdje skreće na jug. Kazan leži na početku čitavih 580 km dugačkog umjetnog jezera Samara koje je, sa 6450 km², najveće umjetno jezero na Volgi ali i u Europi (treće u svijetu). Tu i Kama utječe u Volgu. Uz obalu su smješteni gradovi Simbirsk (ranije Uljanovsk) i Toljati. U petlji koju ovdje Volga ima, leži milijunski grad Samara (ranije Kuibišev). Volga mu prilazi s lijeve strane a na kraju te "petlje" leži Sjzran.

### Donji tok
Saratovsko umjetno jezero počinje ovdje, a nastalo je gradnjom kod Balakova. Nizvodno od tog industrijskog grada u Volgu utječe Veliki Irgis. Između Balakova i Saratova su do 2. svjetskog rata živjeli povolški Nijemci. S početkom rata deportirani su u Sibir i Kazahstan. Volga još samo u tom svom dijelu izgleda onako kakva je oduvijek bila. Od Kazana do volgograda desna, zapadna obala Volge oivičena je brežuljcima od kojih naviša točka seže do 375 m, dok se uz suprotnu, lijevu obalu pružaju nepregledne livade, osim na mjestima gdje su umjetnim jezerima poplavljeni dijelovi obalnih područja. Saratov kroz koji dalje protječe Volga, je industrijski i univerzitetski grad s oko 880.000 stanovnika. Tu počinje 600 km dugačko Volgogradski vodospremnik na čijoj obali leži grad Kamišin. Ispod brane su gradovi Volgograd (ranije Caricin, pa Staljingrad) i Volžskij. Volgograd se pruža zapadnom obalom Volge u dužini većoj od 80 km. Kod Svetlog Jara se prema zapadu odvaja kanal Volga – Don. On je veza s Crnim morem a iskopan je između 1950. i 1957. najvećim dijelom prisilnim radom. Kod Volžskija se od Volge odvaja Ahtjuba. Tu se Volga okreće svojim t.zv. "koljenom" prema jugoistoku i nastavlja prema Kaspijskom moru.

### Delta
Na početku Delte Volge smjestio se grad Astrahan (ranije Itil). Dijelovi delte su zaštićeni kao važna međustanica ptica selica. Dva najveća rukava Volge u delti su Bahtemir i Tabola, a Ahtjuba utječe u najveće jezero na svijetu nešto istočnije.

### Važni pritoci Volge
- Mologa
- Šeksna
- Kostroma
- Unša
- Oka
- Sura
- Vetluga
- Kama
- Samara
- Veliki Irgis

## Arheologija
Arheološki nalazi dokazuju da su na obalama Volge ljudi živjeli od pradavnih vremena. U različitim razdobljima su se na obalama rijeke nalazili različiti upravni i trgovački gradovi, kao Veliki Bulgar (u blizini grada Bolgari u Tatarstanu), Saraj (nedaleko Volgograda) i Itil (danas Astrahan). Plodno tlo delte mnogi povjesničari smatraju koljevkom indogermanskih naroda, među njima Kelti, koji su s tog područja krenuli u širenje prema Europi. Volga je služila i kao trgovački put od Skandinavije pa sve do Perzije.

## Vodeni sustav
Osnovni izvori vode su snježne padaline (60 %), podzemne vode (30 %) i kišne padaline (10 %). Prirodni sustav karakterizira dužina proljeća (od travnja do lipnja), malom količinom vode u ljeto i zimu, te kišom uzrokovane poplave u jesen (listopad). Godišnje fluktuacije u razini na poziciji prije kaskada od brana doseže u Tveru 11 m, ispod ušća Kame 15 – 17 m a u Astrahanu 3 m. Nakon regulacije toka fluktuacije se naglo smanjuju. 
| mjesto             | udaljenost od ušća | veličina slijeva rijeke | prosječni godišnji istjek |
| ------------------ | ------------------ | ----------------------- | ------------------------- |
| Gornjovolška brana |                    |                         | 29 m³/s                   |
| Tver               |                    |                         | 182 m³/s                  |
| Jaroslavlj         |                    |                         | 1110 m³/s                 |
| Nižnji Novgorod    |                    |                         | 2970 m³/s                 |
| Samara             |                    |                         | 7720 m³/s                 |
| Volgograd          |                    |                         | 8060 m³/s                 |

Ispod Volgograda gubici su oko 2 % kao rezultat isparavanja. Maksimalni istjek vode ispod ušća Kame u prošlosti je dostizao 67 000 m³/s, a u Volgogradu kao rezultat razlijevanja u dolinu ne prelazi 52 000 m³/s. Nakon reguliracije toka najviša stopa istjeka se oštro smanjila te najniža uvelike narasla. Vodena ravnotežu rijeke tijekom dugog razdoblja Volgograd bilježi u tablici:
| Proces      | mm  | km³ |
| ----------- | --- | --- |
| padalina    | 662 | 900 |
| istjek      | 187 | 254 |
| isparavanje | 475 | 646 |

Prije postavljanja brana, rijeka je donosila na ušće godišnje oko 25 Mt nanosa i 40 do 50 Mt otopljenih minerala. Temperatura vode u sred ljeta u srpnju je doseže 20 do 25°С. U Astrahanu se otapa sredinom ožujka, više do Kamišina u prvoj polovici travnja i sredinom travnja u preostalom toku. Na gornjem i srednjem toku zamrzava se krajem studenog te na donjem toku početkom prosinca. Bez leda ostaje približno 200 dana te 260 dana u Astrahanu. Nakon što su postavljene brane, promijenio se temperaturni režim rijeke, na gornjem toku se vrijeme zaleđenosti produžilo, a na donjem se naprotiv taj period skratio.
- Volga u Rževu, Prvom gradu od izvora. Foto s početka XX stoljeća.
- Volga u Astrahanu, posljednjem gradu na Volgi. U Astrahanu se Volga sužava zbog mnogobrojnih rukavaca, formirajući deltu.

## Gospodarstvo

### Energetika – Umjetna jezera na Volgi
Na Volgi su sagrađena umjetna jezera kao dio Volško-kamske kaskade, od kojih su – gledano nizvodno – najveće sljedeće:
- Umjetno jezero Ivankovo (poznato i kao Moskovsko more)(327 km², 1,12 mlrd. m³)
- Ugličko umjetno jezero (249 km², 1,2 mlrd. m³)
- Rybinsko umjetno jezero (4580 km², 25,4 mlrd. m³)
- Umjetno jezero Nižnji Novgorod (ranije Umjetno jezero Gorki)(1590 km², 8,7 mlrd. m³)
- Čeboksarsko umjetno jezero (2274 km², 13,8 mlrd. m³)
- Umjetno jezero Samara (ranije Kuibiševsko umjetno jezero)(6450 km², 58 mlrd. m³)
- Saratovsko umjetno jezero (1831 km², 12,9 mlrd. m³)
- Volgogradsko umjetno jezero (3117 km², 31,5 mlrd. m³)

### Plovni kanali
Rijeka je povezana s okolnim riječnim sustavima kroz vodne kanale.
- s Baltičkim morem
  - Volško-baltički vodení put
  - Gornjovolhovski kanal
  - Tihvinski kanal
- s Bijelim morem
  - Sjevernodvinski kanal
  - Bjelomorsko-baltički kanal
- s Azovskim i s Crnim morem
  - Volško-donski kanal
- s rijekom Moskvom
  - Moskovski kanal

Planirano spajanje s rijekom Ural (Volško-uralski kanal) nije realizirano.

### Mjesta na Volgi
Volga sa svojim pritokama i kanalima, bila je u prošlosti i danas važna prometna arterija, koja prolazi sljedećim gradovima (nizvodno):
| - Ržev - Tver - Dubna - Kimry - Rybinsk - Jaroslavlj - Kostroma - Kinešma - Nižnji Novgorod - Bor - Kstovo - Čeboksari - Zelenodolsk | - Kazan - Uljanovsk (Simbirsk) - Toljati - Samara - Sizran - Balakovo - Saratov - Marks - Engels - Kamišin - Volgograd - Volžskij - Astrahan |  |